# Charlie Rouse
Charlie Rouse (6. april 1924 i Washington DC – 30. november 1988 i Seattle) var en amerikansk saxofonist og fløjtenist.
Rouse der nok bedst huskes fra sit virke med Thelonius Monk´s gruppe (1959-1970), var en original saxofonist. 
Han spillede også i bigband´s feks. hos Count Basie og Duke Ellington. Han har ligeledes spillet med navne som Clifford Brown, Dizzy Gillespie og Benny Carter.
Rouse har fået opkaldt en astroide efter sig, som blev opdaget i 1999 af astronomen Joe Montani. 